# Thomisus perspicillatus
Thomisus perspicillatus là một loài nhện trong họ Thomisidae.
Loài này thuộc chi Thomisus. Thomisus perspicillatus được Tord Tamerlan Teodor Thorell miêu tả năm 1890.